# آلان نديزي
آلان نديزي (20 ديسمبر 1986 ببوروندي - ) هو لاعب كرة قدم بوروندي في مركز الدفاع. شارك مع منتخب بوروندي لكرة القدم. أما مع النوادي، فقد لعب مع فيتال أو ونادي كيوفو سبورت وPrince Louis FC ‏ وAS Inter Star ‏.

## وصلات خارجية
- آلان نديزي على موقع الاتحاد الدولي (مؤرشف)  (الإنجليزية)
- آلان نديزي على موقع قاعدة بيانات كرة القدم.إي يو (الإنجليزية)
- آلان نديزي على موقع ناشيونال فوتبول تيمز (الإنجليزية)